# Xivray-et-Marvoisin
Xivray-et-Marvoisin település Franciaországban, Meuse megyében. Lakosainak száma 116 fő (2022. január 1.). Xivray-et-Marvoisin Seicheprey, Bouconville-sur-Madt, Loupmont, Montsec, Rambucourt és Richecourt községekkel határos.

## Népesség
A település népessége az elmúlt években az alábbi módon változott:
| Lakosok száma | 130  | 94   | 103  | 81   | 91   | 97   | 99   | 107  | 111  | 116  |
|               | 1968 | 1982 | 1990 | 2006 | 2013 | 2015 | 2017 | 2019 | 2020 | 2022 |